# Australentulus australiensis
Australentulus australiensis är en urinsektsart som först beskrevs av Womersley 1932.  Australentulus australiensis ingår i släktet Australentulus och familjen lönntrevfotingar. Inga underarter finns listade.